# You Are the Sunshine of My Life
You Are the Sunshine of My Life è una canzone scritta e registrata da Stevie Wonder nel 1972, pubblicata l'anno successivo come secondo singolo estratto dall'album Talking Book. I primi due versi del brano sono cantati da James Gilstrap e Lani Groves.
La canzone divenne il terzo singolo di Wonder a raggiungere la vetta della Billboard Hot 100 ed il primo al numero uno della adult contemporary chart. Inoltre il brano fece vincere a Wonder un Grammy Award alla miglior interpretazione vocale maschile nel 1974.
La rivista Rolling Stone ha inserito il brano alla posizione 281 della lista delle 500 migliori canzoni della storia. Nel 1982 la canzone è stata inserita in un episodio della serie televisiva Taxi, mentre nel film del 2005 Jarhead, il personaggio interpretato da Jamie Foxx costringe il personaggio interpretato da Jake Gyllenhaal a cantare il brano.

## Cover
You Are the Sunshine of My Life è stato oggetto di numerose cover nel corso degli anni, fra cui si ricordano le versioni di Wencke Myhre, Sacha Distel & Brigitte Bardot (in francese con il titolo Tu Es Le Soleil De Ma Vie), Acker Bilk, Anita O'Day, Engelbert Humperdinck, Morgana King, Ferrante & Teicher, Ray Conniff, Frank Sinatra, Liza Minnelli, Mel Tormé, Perry Como, Petula Clark, Ella Fitzgerald, Richard Clayderman, Shirley Bassey, The Ventures e Tom Jones.The Swingle Singers (Swing Sing - 2009). In Italia è stata interpretata da Iva Zanicchi che la inserì nel suo album Le giornate dell'amore del 1973 e da Johnny Dorelli che la inserì in due suoi Album (Mi Son Svegliato e C'eri Tu - 1989 e Swingin' - 2004)

## Tracce
1. You Are The Sunshine Of My Life
2. Tuesday Heartbreak

## Classifiche
| Classifica (1973)       | Posizione più alta |
| ----------------------- | ------------------ |
| U.S. Billboard Hot 100  | 1                  |
| U.S. R&B Chart          | 3                  |
| U.S. Adult Contemporary | 1                  |
| Regno Unito             | 7                  |
| Paesi Bassi             | 23                 |
| Italia                  | 18                 |